# غول خودخواه
غول خودخواه (انگلیسی: The Selfish Giant) فیلمی در ژانر درام به نویسندگی و کارگردانی "کلیوبرنارد" و محصول سال ۲۰۱۳ است که با الهام از داستانی به همین نام اثر "اسکار وایلد"، نویسنده ی مشهور بریتانیایی ساخته شده. از جمله افتخارات این فیلم به موارد زیر اشاره کرد:
- برنده ی جایزه بهترین فیلم اروپایی جشنواره کن
- برنده ی جایزه بهترین فیلم جشنواره گنت
- برنده ی جایزه بهترین فیلم و بهترین فیلمنامه از جشنواره هامپتونس
- برنده ی اسب برنزی (بهترین فیلم) جشنواره استکهلم
- برنده ی جایزه بهترین فیلم سال و بهترین بازیگر جوان سال از دایره منتقدین فیلم لندن
- برنده ی جایزه بهترین بازیگران جوان و نامزد بهترین فیلم از جشنواره لندن
- نامزد دریافت بفتا بهترین فیلم انگلیسی
- برنده ی جایزه بهترین فیلمنامه از جشنواره اروپایی سویا
- نامزد دریافت جایزه بهترین فیلم از جشنواره ورشو

## خلاصه فیلم
فیلم داستان دو دوست سیزده ساله در بریتانیا است که در جستجوی به‌دست آوردن پول با یکی از دلالان ضایعات آشنا شده و درگیر جرم و جنایت می‌شوند...